# Vitbröstad kirurgfisk
Vitbröstad kirurgfisk (Acanthurus leucosternon) är en fiskart som beskrevs av Bennett 1833. Vitbröstad kirurgfisk ingår i släktet Acanthurus och familjen Acanthuridae. Inga underarter finns listade i Catalogue of Life.
Denna fisk förekommer i Indiska oceanen nära kusten. Den dyker till ett djup av 25 meter. Individerna vistas vid korallrev och klippor. De bildar stora stim. Födan utgörs av växtdelar. Hannar ändrar sin färg under parningstiden.
Beståndet påverkas av korallrevens minskning. Populationen är fortfarande stor. IUCN kategoriserar arten globalt som livskraftig.

## Bildgalleri

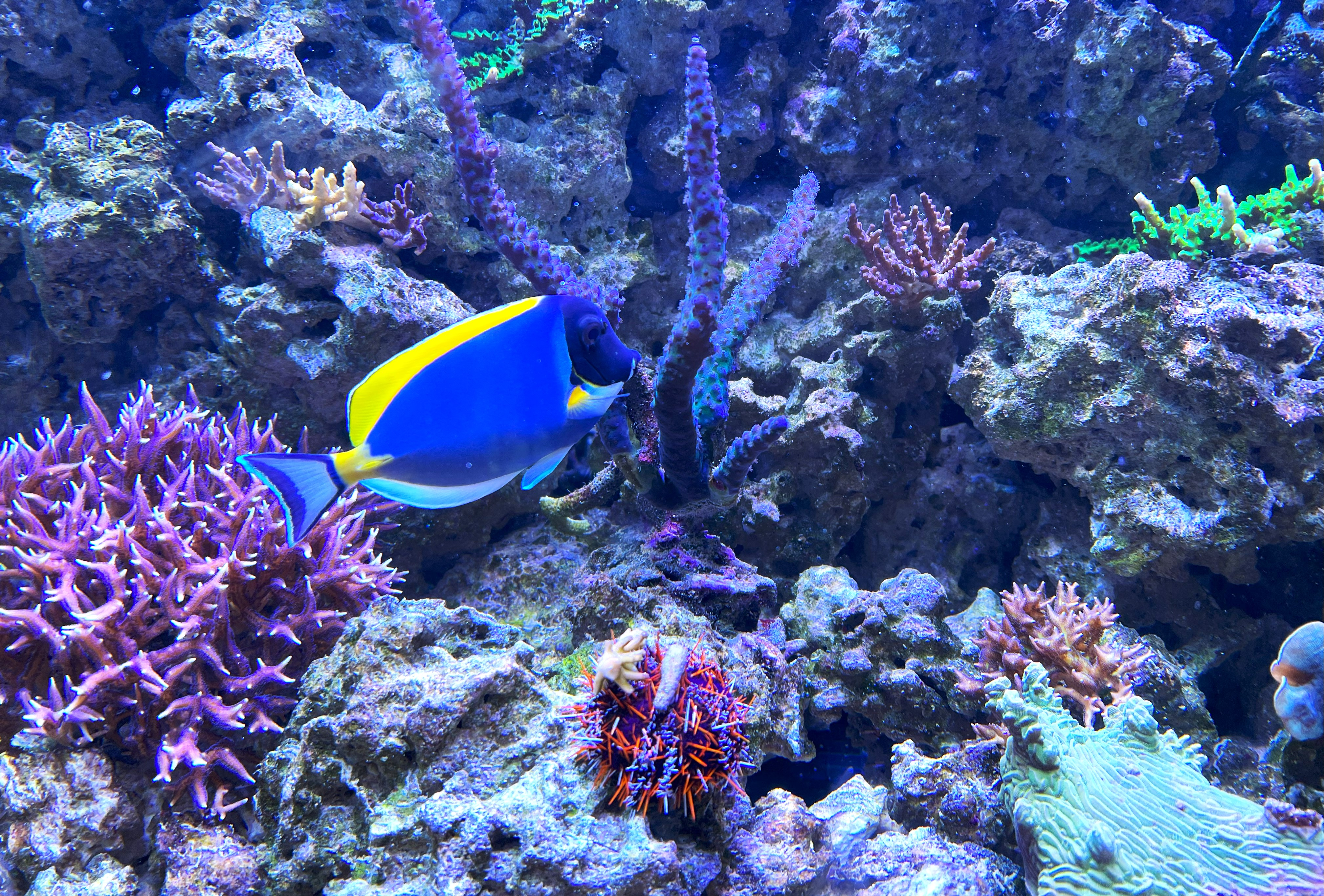
Vitbröstad kirurgfisk i Sjöfartsmuseet Akvariet, nedanför den i mitten en samlarsjöborre.
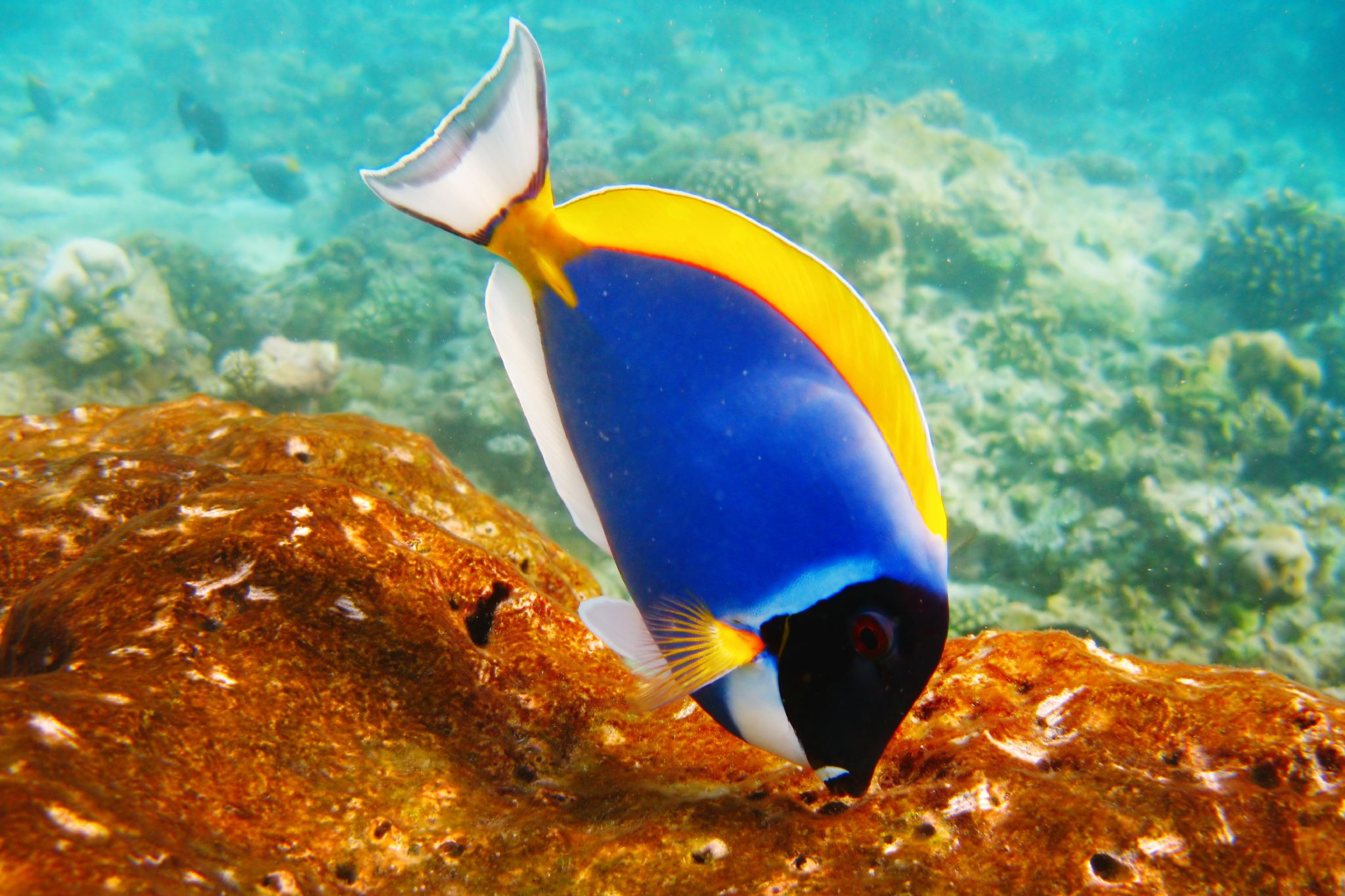
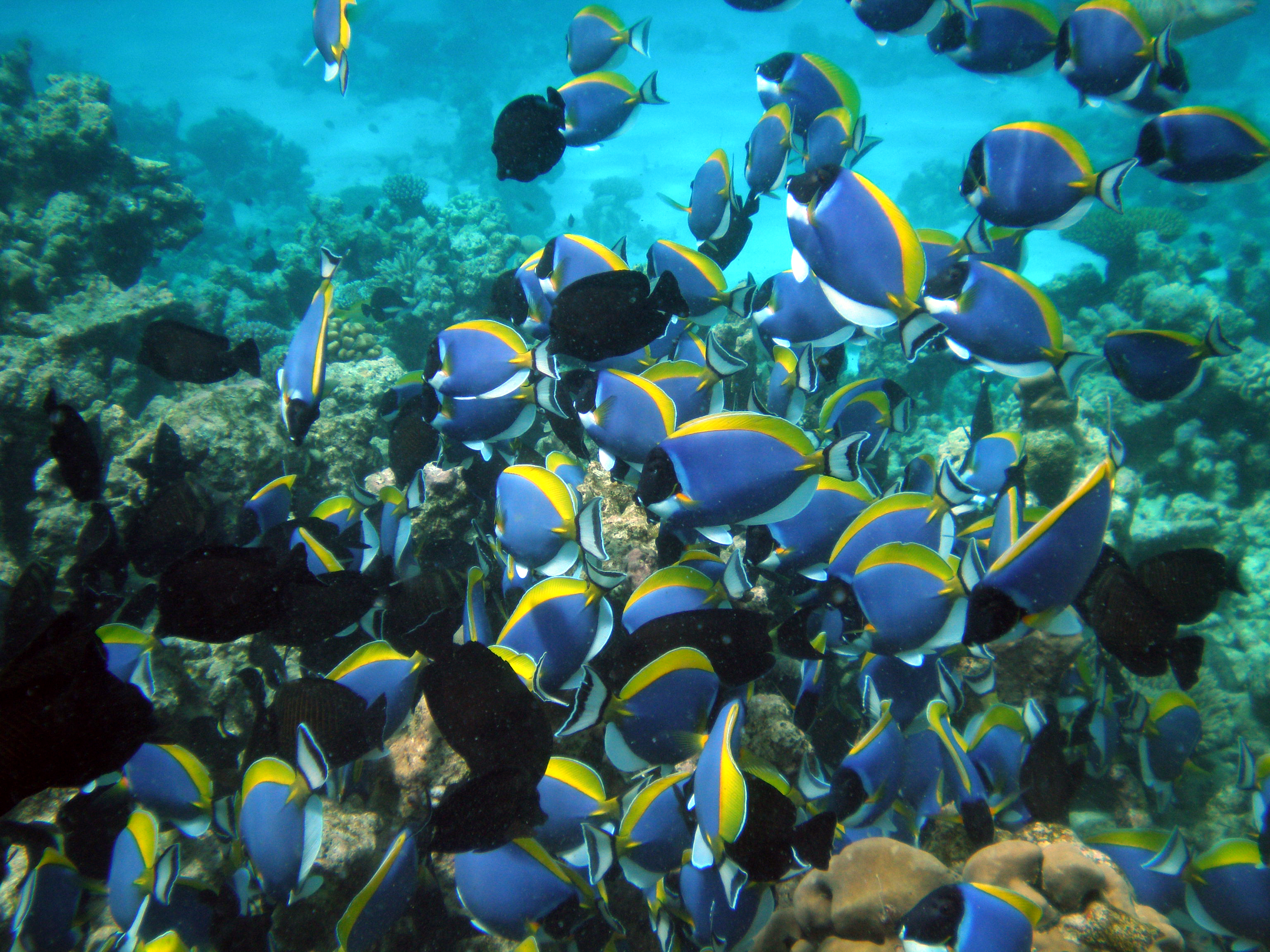